# Dragan Obrenović
Dragan Obrenović (12 d'abril de 1963) és un antic militar de l'Exèrcit Popular Iugoslau (JNA) i l'Exèrcit dels serbis de Bòsnia (VRS). El 2001, Obrenović va ser acusat de crims de guerra i crims contra la humanitat pel Tribunal Penal Internacional per a l'antiga Iugoslàvia (ICTY) a la Haia per la seva participació en l'execució del pla dels caps de l'Exèrcit de la República Sèrbia (VRS) per matar els civils a la massacre de Srebrenica durant la guerra de Bòsnia, el juliol de 1995. El 2003, Obrenović es va declarar culpable i va ser condemnat a 17 anys de presó. Actualment està complint la seva condemna a Noruega.